# Drewnowiec (statek)

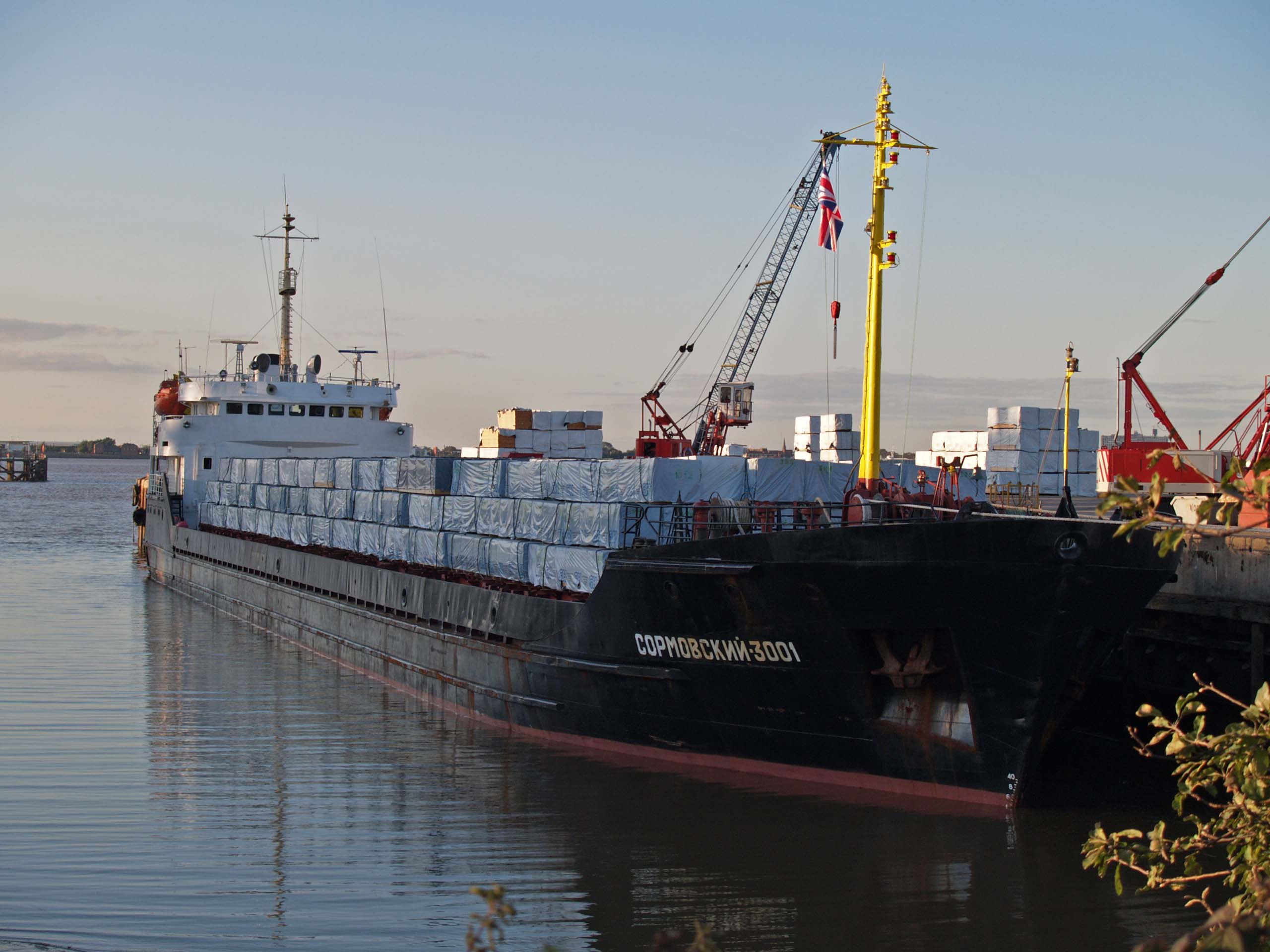
Drewnowiec z pakietami drewna na pokładzie

Drewnowiec – statek przystosowany do przewozu drewna, posiadający odpowiednio zaprojektowane ładownie i duże luki, pozwalające na załadunek. Drewno przewożone jest także na wzmocnionym pokładzie górnym. Z uwagi na przewożony ładunek statki te posiadają dodatkowe urządzenia gaśnicze na wypadek pożaru.
Ponieważ drewno wypełniające ładownie polepsza niezatapialność statku, może on spełniać niższe kryteria statecznościowe (mniejsza wolna burta), po uzyskaniu zatwierdzenia przez odpowiednią Administrację. Jest to potwierdzane w dokumentach statku, a na burcie nanoszony jest dodatkowy znak wolnej burty.